# Chaetostoma stannii
Chaetostoma stannii är en fiskart som beskrevs av Lütken, 1874. Chaetostoma stannii ingår i släktet Chaetostoma och familjen Loricariidae. Inga underarter finns listade i Catalogue of Life.